# Jonathan S. Stokes
Jonathan S. Stokes (anglès: Jonathan Stokes)  (Chesterfield, 1755 - Kidderminster, 30 d'abril de 1831)

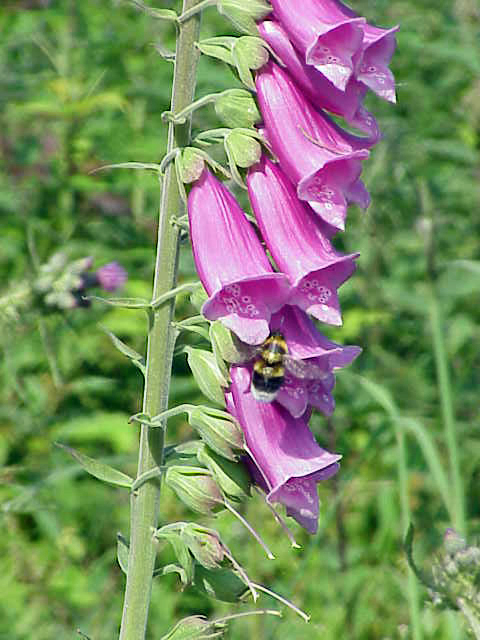
Exdmplar de Digitalis purpurea.

va ser un metge i botànic anglès, membre de la Lunar Society de Birmingham, i un dels primers a adoptar la droga medicinal per al cor, digitalis.

## Biografia
Stokes probablement nasqué a Chesterfield, Derbyshire, al voltant de 1755 i estudià medicna a la Universitat d'Edinburgh doctorant-se el 1782. Practicà la medicina a Stourbridge, Worcestershire, i també es va interessar per la botànica.
Stokes es va ssociar amb William Withering (1741–1799), que era un membre influent de la Lunar Society. Stokes v ser membre de la Lunar Society des de 1783 a 1788.
Stokes va fer assajos clínics amb els digitalis per a les malalties del cor.
El 1790 Stokes va ser elegit com a membre de la recent fundada Linnean Society of London
La planta Stokesia cyanea o Stokesia laevis (Asteraceae/Compositae) l'honora.

## Algunes obres
- Stokes, Jonathan. A Botanical Materia Medica.  Londres: J. Johnson and Company, 1812.
- Stokes, Jonathan. Botanical Commentaries.  Londres: Simpkin and Marshall, 1830.